# Pseudemoia cryodroma
Pseudemoia cryodroma — вид сцинкоподібних ящірок родини сцинкових (Scincidae). Ендемік Австралії.

## Поширення і екологія
Pseudemoia cryodroma мешкають в горах Вікторіанських Альп в регіоні Ґіпсленду на сході штату Вікторія, зокрема в національному парку Бау-Бау та в районі високих рівнин Бононг. Вони живуть на вологих високогірних луках і пустищах та на верхових болотах, рідше в сухих високогірних пустищах та в рідколіссях Eucalyptus pauciflora на горі Стірлінг. Зустрічаються на висоті понад 1100 м над рівнем моря.

## Збереження
МСОП класифікує цей вид як такий, що перебуває під загрозою зникнення. Pseudemoia cryodroma загрожує знищення природного середовища, зміни клімату та хижацтво з боку інтродукованих кішок і лисиць